# Ratliff Boon

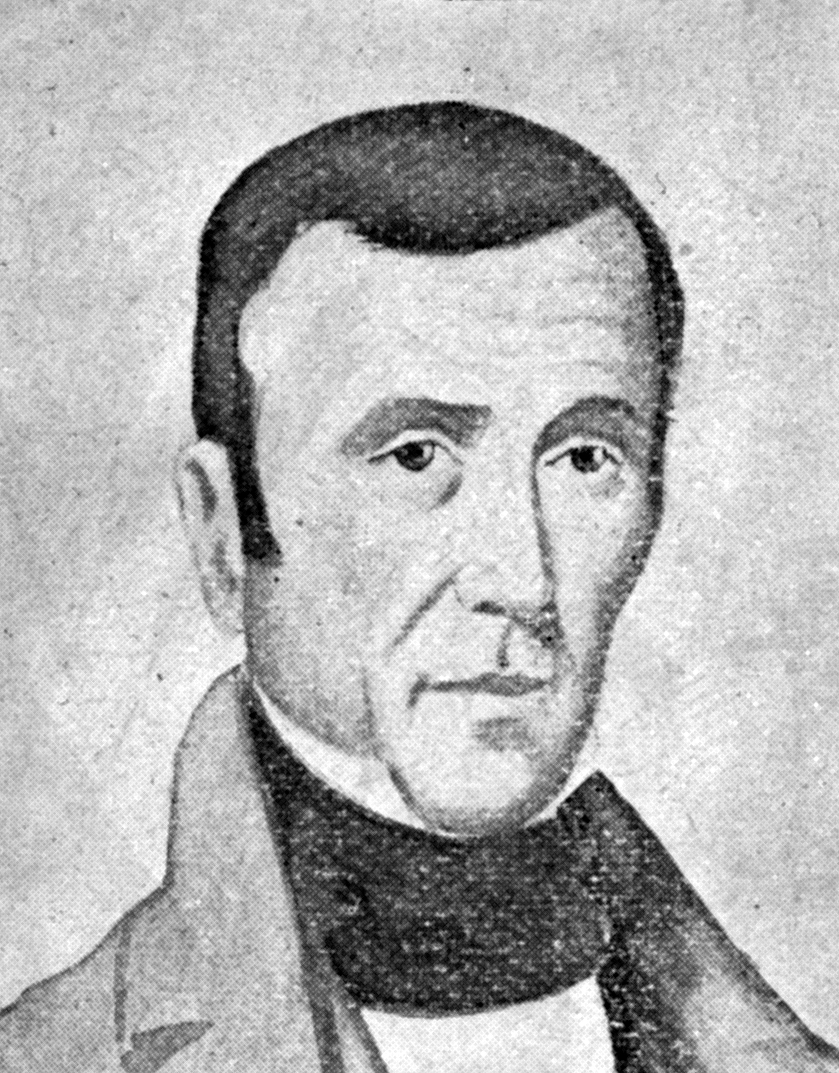
Ratliff Boon

Ratliff Boon  (* 18. Januar 1781 im Franklin County, North Carolina; † 20. November 1844 in Louisiana, Missouri) war ein US-amerikanischer Politiker in der Demokratisch-Republikanischen Partei und im Jahr 1822 der zweite Gouverneur des Bundesstaates Indiana.

## Frühe Jahre und politischer Aufstieg
Schon sehr früh zog Boon mit seinen Eltern in das Warren County in Kentucky. Dort besuchte er die Grundschule und erlernte den Beruf des Büchsenmachers. Im Jahr 1809 zog er in das heutige Warren County in Indiana. Dieser Bezirk wurde im Jahr 1813 gegründet und Boon war dort als Kämmerer für die Finanzen des Countys zuständig.
Nachdem Indiana 1816 als Bundesstaat in die USA aufgenommen worden war, wurde Boon in das erste Repräsentantenhaus des neuen Staates gewählt. Dort verblieb er aber nur ein Jahr. Im Jahr 1818 wurde er für die Demokratisch-Republikanische Partei in den Staatssenat und ein Jahr später zum Vizegouverneur gewählt. Als der amtierende Gouverneur Jonathan Jennings am 12. September 1822 von seinem Amt zurücktrat, um in den Kongress zu wechseln, musste Boon dessen laufende Amtszeit bis zum 5. Dezember 1822 beenden. Zum Zeitpunkt seines Amtsantritts hatten die nächsten Gouverneurswahlen schon stattgefunden und mit William Hendricks stand bereits sein Nachfolger fest. Bei den gleichen Wahlen im August 1822 war Boon erneut zum Vizegouverneur gewählt worden. Dieses Amt übte er dann nach dem Ende seiner kurzen Zeit als Gouverneur wieder aus.

## Kongressabgeordneter
Boon trat am 30. Januar 1824 als Vizegouverneur zurück, weil er sich um einen Sitz im Kongress bewerben wollte. Zwischen 1825 und 1827 vertrat er den ersten Wahlbezirk seines Staates im US-Repräsentantenhaus in Washington, D.C. Im Jahr 1826 verfehlte er die Wiederwahl, aber zwei Jahre später kehrte er als Demokrat in den Kongress zurück, in dem er vom 4. März 1829 bis zum 3. März 1839 verblieb. Dort war er unter anderem Vorsitzender des Ausschusses zur Verwaltung des staatseigenen Landes. 1836 scheiterte ein Versuch, vom Repräsentantenhaus in den US-Senat zu wechseln. Nach dem Ende seiner Laufbahn im Kongress zog er nach Missouri. Dort ist er 1844 verstorben.

## Privatleben
Ratliff Boon war mit Deliah Anderson verheiratet, mit der er acht Kinder hatte. Er wurde auf dem Riverview Cemetery in Louisiana beigesetzt.